# آربوشیکی
آربوشیکی (گرجی: არბოშიკი) یک شهرک در شهرداری ددوپلیس تسقارو و در استان کاختی کشور گرجستان است.